# 73 a.C.

## Eventos
- Marco Terêncio Varrão Lúculo e Caio Cássio Longino, cônsules romanos.
- Sétimo ano da Guerra de Sertório contra Metelo Pio e Pompeu na península Ibérica.
  - É possível que Sertório tenha sido assassinado em 73 a.C., mas a data geralmente reconhecida é 72.
- Segundo ano da Terceira Guerra Mitridática contra Mitrídates VI do Ponto.
  - Continuando o cerco de Cízico, Mitrídates, mesmo contando com os engenhos de guerra feitos por Nicônides da Tessália, não consegue capturar a cidade.
  - Lúculo derrota a frota de Mitrídates na batalha naval de Tênedos.
- Espártaco, um gladiador, lidera uma revolta de escravos, dando início à Terceira Guerra Servil.
  - Caio Cláudio Glabro reúne uma milícia romana para enfrentar os rebeldes, mas é derrotado.
  - Espártaco derrota as forças do pretor Públio Varínio, o que aumenta muito seu exército quando as notícias se espalharam.
- Antíoco Asiático e seu irmão, filhos de Antíoco Pio, que tinha posse de partes do reino da Síria que ainda não havia sido completamente conquistado por Tigranes, o Grande, vão a Roma e reivindicam o reino do Egito, por causa de sua mãe Cleópatra Selene I.

## Nascimentos
- Herodes, o Grande. Faleceu em 4 a.C..